# Toppenish
Toppenish es una ciudad ubicada en el condado de Yakima en el estado estadounidense de Washington. En el año 2000 tenía una población de 8.946 habitantes y una densidad poblacional de 1.837,3 personas por km².

## Geografía
Toppenish se encuentra ubicada en las coordenadas 46°22′44″N 120°18′43″O / 46.37889, -120.31194.

## Demografía
Según la Oficina del Censo en 2000 los ingresos medios por hogar en la localidad eran de $26.950, y los ingresos medios por familia eran $28.228. Los hombres tenían unos ingresos medios de $22.264 frente a los $19.704 para las mujeres. La renta per cápita para la localidad era de $9.101. Alrededor del 32,0% de la población estaban por debajo del umbral de pobreza.